# Prato Perillo
Prato Perillo è la più popolosa frazione del comune di Teggiano, in provincia di Salerno, a ridosso del parco nazionale del Cilento e Vallo di Diano.

## Storia
La zona su cui sorge l'attuale abitato era anticamente una palude che venne sottoposta a bonifica in epoca romana e successivamente nel XVIII secolo. È stata tuttavia soggetta ad allagamenti, sebbene di modeste dimensioni, in vari periodi, anche recenti . L'incremento demografico, che ne fa una delle frazioni più popolose della zona  Cilento e Vallo di Diano, è avvenuta principalmente durante la metà del XX secolo.

## Geografia fisica

### Posizione
La frazione sorge al centro del Vallo di Diano sulla strada provinciale Teggiano-Polla, a circa 2 km da Teggiano ed ai piedi della collina su cui il capoluogo sorge. È lambita a nord dal torrente Buco (affluente del Tanagro) e presenta varie piccole canalizzazioni, risultato delle bonifiche. Da San Rufo dista 6 km e dalla sua frazione Fontana Vaglio 3, da San Pietro al Tanagro 9, 11 da Sant'Arsenio, 10 da Sala Consilina ed Atena Lucana, 20 da Polla e circa 80 da Salerno.

### Caratteristiche
L'abitato si espande con una planimetria urbanistica squadrata tipica dei centri urbani bonificati, lambendo anche l'area urbanizzata delle frazioni vicine teggianesi quali Facofano, Piedimonte, San Marco, Pantano e Macchiaroli.
Esso si compone di contrade che si diramano dal centro quali Perillo, Prato, Matina IV, Giravolte, Ischia e Varco della Calce.